# Porta Moçárabe (Coimbra)

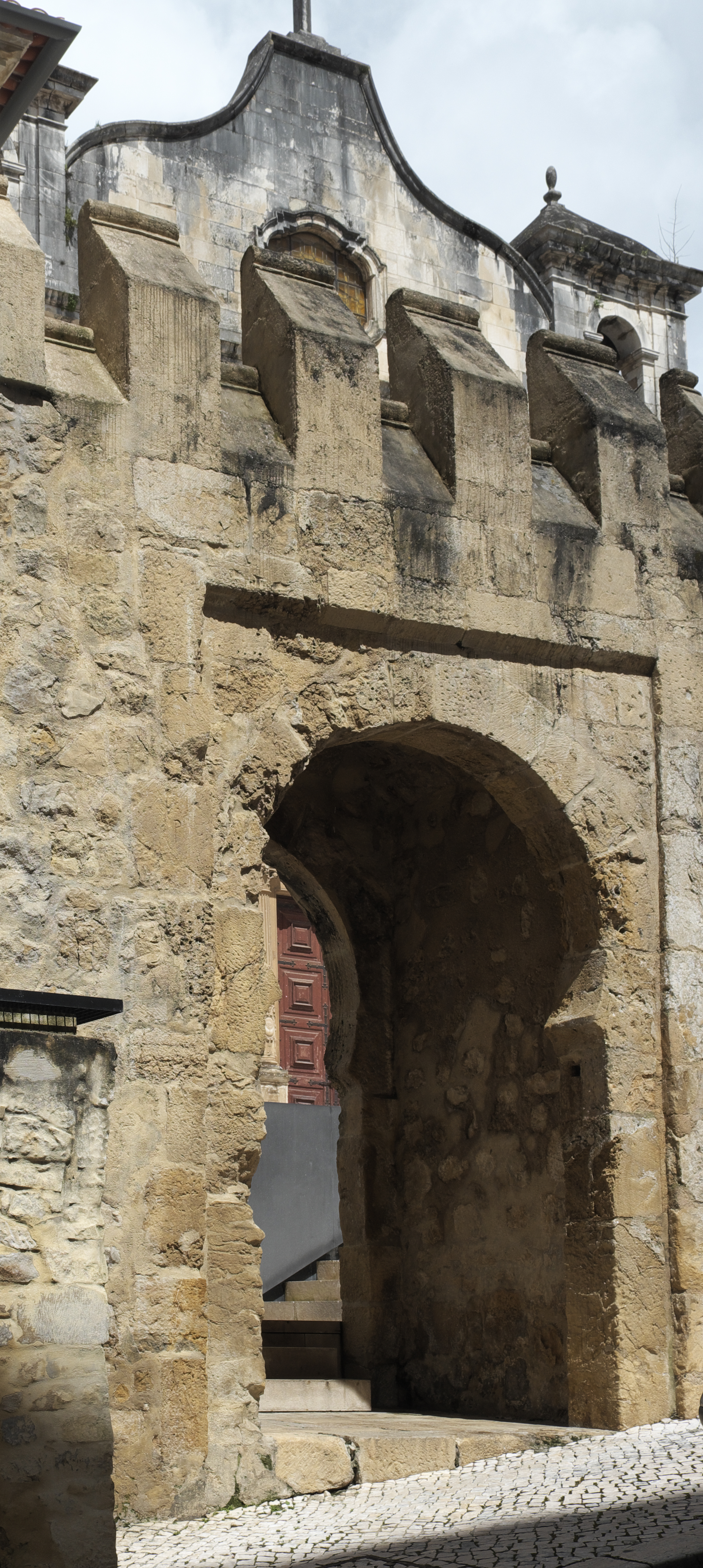
Porta Moçárabe in Coimbra

Die Porta Moçárabe (deutsch mozarabisches Tor) in Coimbra, einer portugiesischen Stadt am Fluss Mondego, wurde wahrscheinlich im 12. Jahrhundert errichtet. 
Das ehemalige Stadttor im Viertel Sé Nova, einem Teil der historischen Altstadt, ist ein geschütztes Kulturdenkmal. Das Museu Nacional de Machado de Castro befindet sich direkt daneben.